# Алемани
Алемани или Аламани су били германско племе, тачније конфедерација германских племена. Налазили су се у базену реке Мајне. По први пут спомињу у опису борби са римским царем Каракалом 213. године. 

## Племенске везе
Према Гају Асинију њихово име значи сви људи, што упућује да су били конгломерат различитих племена. Римљани и Грци су их исто звали. Ово извођење је прихватио Едвард Гибон у својој књизи Decline and Fall of the Roman Empire., и анонимни сарадник билљешки сакупљених из радова Николаса Фререа, објављених 1753.
Валафрид Страбон је у деветом веку примjетио, говорећи о народу Швајцарске и околних региона, да су их само странци звали Алеманима, али да су сами себи дали име Суеби. Суебима је дато алтернативно име Ziuwari (као Cyuuari) у старовисоконемачком сјају, које Јакоб Грим тумачи као Martem colentes („обожаваоци Марса”). Анио да Витербо, научник и историчар из 15. вијека, тврдио је да су Алемани добили име из хебрејског језика, јер је на хебрејском ријека Рајна преведена у Mannum, а људи који живе на њеним обалама су се звали Alemannus.

## Сукоби са Римским царством
Алемани су стално били у сукобу са Римским царством. Започели су велику инвазију Галије и северне Италије 268. године. Под краљем Кроком су разрушили целу Галију. Разорили су до темеља сва светилишта саграђена у стара времена. Иза њих је остала пустош у Галији. Све јавне зграде и светилишта потпуно уништена.
У рано љето 268. године цар Галијен зауставио је њихов поход на Италију, али имао је посла са Готима на другој страни у исто време.
Кампања против Гота окончана је римском победом у бици код Ниша септембра 268. године. Цар Клаудије II и његове легије су победиле Готе и сад су имали слободне руке да се обрачунају са Алеманима. Клаудије II је промптно напао Алемане и поразио их у бици код језера Бенакус, у новембру 268. године, неколико месеци после битке код Ниша. Алемани су се повукли у Немачку и нису се усудили годинама након тог тешког пораза да угрожавају територије Римског царства.
Најпознатија њихова битка против Римског царства је била битка код Аргенторатума (Стразбура) 357. године, где су поражени. Римску војску је предводио Јулијан Отпадник, који је касније постао цар. Краљ Алемана Кнодомар је заробљен у тој бици.
Аламани прелазе замрзнуту Рајну 2. јануара 366. и врше инвазију Галије.
Велику инвазију су такође извршили 406. године. Тада прелазе Рајну, заузимају Алзас и велики део Швајцарске и ту се настањују. Понављају се сцене потпуног уништења претходне културе на том подручју.

### Битке између Римљана и Алемана
- 268, битка код језера Бенакус — цар Клаудије II побеђује Алемане.
- 271
  - битка код Плацентије — цар Аурелијан је поражен од Алемана, који врше инвазију Италије
  - битка код Фана — Аурелијан побеђује Алемане, који почињу повлачење из Италије
  - битка код Павије (271) — Аурелијан уништава Алеманску војску у повлачењу
- 298
  - битка код Лињона — Констанције Хлор поражава Алемане
  - битка код Виндониса — Констанције Хлор опет поражава Алемане
- 356, Битка код Ремса — Јулијан Отпадник је поражен од Алемана
- 357, битка код Стразбура — Јулијан Отпадник протерује Алемане из Рајнског подручја
- 367, битка код Солициниума — Алемани опет поражени
- 378, битка код Аргентоварије — Грацијан победио Алемане

## Алемани и Франци
Краљевство (или војводство) Алеманија између Стразбура и Аугсбурга трајало је до 496. године, кад је Алеманију освојио Хлодовех у бици код Толбиака. Алеманија тиме постаје земља под франачком управом. Рат Хлодовека са Алеманима чини окружење за преобраћење Хлодвија, које је укратко описао Гргур од Тура. Након пораза 496. године, Алемани су одбацили франачки јарам и ставили се под заштиту Теодориха Великог од Острогота, али су их после његове смрти поново потчинили Франци под Теудебертом I 536. године. Након тога, Алемани су чинили део франачких доминиона и њима је управљао франачки војвода.
Једну велику побуну Алемана Карломан окончава 746. године масовним погубљењем алеманског племства, тако да и следећих 100 година Алеманијом владају франачке војводе. Према Верденском споразуму из 843. Алеманија постаје провинција источног краљевства Луја Њемачког, претходнице Светог римског царства. Војводство је постојало до 1268.
Покрштавање Алемана је извршено од 6. до 8. века у доба Меровинга.

## Модерни Алемани
Алеманија је некад означавала земљу у подручју Алзаса.
Данас се алемански, као лингвистички термин односи на алемански немачки, који обухвата дијалекте у две трећине Баден-Виртемберга, западне Баварске, швајцарски немачки и алзашки језик у Алзасу.
На неколико језика Алеманија постао је појам за сву Немачку. На француском се Немачка каже Allemand, на шпанском Alemán и на португалском Alemão.